# Prostitution (roman)
Prostitution est un texte de fiction de Pierre Guyotat composé entre 1971 et 1973 et remanié en 1974. Il paraît en 1975 chez Gallimard. Il est repris en 1987, augmenté, en appendice, d’un glossaire, d’une grammaire et de la traduction de quelques séquences. 
Il est repris dans la collection l'Imaginaire en 2007.
Cette fiction inaugure le travail de transformation de la langue qui s'est poursuivi par la suite dans l’œuvre de Pierre Guyotat,.